# Néstor Gómez
Néstor Armando Gómez (Metán, Salta, 21 de agosto de 1949 - Salta, Salta, 24 de mayo de 2017). Fue un futbolista argentino que jugaba delantero.

## Trayectoria

### Juventud Antoniana
Gómez debutó en Juventud Antoniana en 1968. En 1970 se coronó campeón de la Liga Salteña y en 1971 debutó con el antoniano en el Campeonato Nacional.

### Gimnasia de Jujuy
En 1972 viajó a Jujuy para sumarse a Gimnasia de Jujuy. Con el lobo jujeño jugó el Nacional 1973.

### Altos Hornos Zapla
En 1974 pasó a Altos Hornos Zapla, club que venía de ser bicampeón jujeño. En su primer año se consagró campeón de la Liga Jujeña y en el Campeonato Nacional hizo un gran papel, quedando a un punto de avanzar a la fase final.

### Atlético Tucumán
En 1976 fue transferido a Atlético Tucumán, junto a sus compañeros Humberto Baigorria y Francisco Ferraro. En 1977 se coronó campeón de la Liga Tucumana. En 1978 se consagró bicampeón tucumano y en el campeonato nacional se quedó a las puertas de clasificar a la fase final, pero no accedió por diferencia de un gol. En 1979 obtuvo el tricampeonato tucumano y en el Nacional 1979 hizo un gran papel, al clasificar a la fase final y llegar hasta las semifinales del torneo.

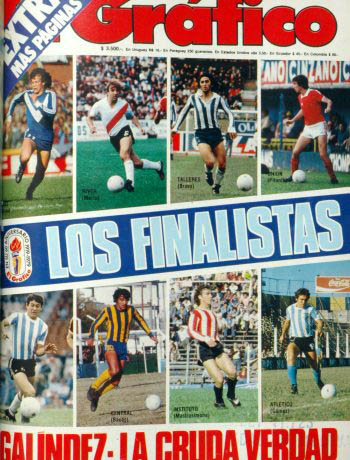
Los clasificados a la fase final del Campeonato Nacional 1979, por El Gráfico.

### Estudiantes de La Plata
Luego de su gran rendimiento en el decano, Gómez, fue transferido a Estudiantes de La Plata. En el pincha jugó hasta 1981.

### Independiente Rivadavia
En 1982 arribó a Mendoza para sumarse a Independiente Rivadavia. Con la lepra mendocina disputó el Campeonato Nacional 1982, donde terminó segundo en su grupo, empatando en puntos con el primero y avanzó  a la fase final.

## Clubes
| Club                    | País      |
| ----------------------- | --------- |
| Juventud Antoniana      | Argentina |
| Gimnasia de Jujuy       | Argentina |
| Altos Hornos Zapla      | Argentina |
| Atlético Tucumán        | Argentina |
| Estudiantes de La Plata | Argentina |
| Independiente Rivadavia | Argentina |

## Palmarés
| Título        | Equipo             | País      | Año  |
| ------------- | ------------------ | --------- | ---- |
| Liga Salteña  | Juventud Antoniana | Argentina | 1970 |
| Liga Jujeña   | Altos Hornos Zapla | Argentina | 1974 |
| Liga Tucumana | Atlético Tucumán   | Argentina | 1977 |
| Liga Tucumana | Atlético Tucumán   | Argentina | 1978 |
| Liga Tucumana | Atlético Tucumán   | Argentina | 1979 |